# Maubisse
Maubisse (em tétum:  Maubise) é uma cidade de Timor-Leste conhecida por sua arquitetura histórica e clima frio por causa da altitude. É sede do posto administrativo e suco homónimos. Maubisse é a única cidade do país que não é capital de nenhum município. Em vez disso, faz parte do município Ainaro.

## Demografia
De acordo com o censo de 2022, a população do suco Maubisse é de 7256, 3370 dos quais residem na zona urbana e 3886 nas áreas rurais ao redor da cidade. Mais de 70% da população do suco fala mambae como língua nativa, o resto fala principalmente tétum.